# Pierre Larouche (hockey sur glace)
Pour les articles homonymes, voir Pierre Larouche et Larouche.
Pierre Larouche (né le 16 novembre 1955 à Taschereau au Québec province du Canada) est un joueur professionnel de hockey sur glace. Il a joué une quinzaine de saisons dans la Ligue nationale de hockey en Amérique du Nord, remportant à deux reprises la coupe Stanley avec les Canadiens de Montréal.

## Carrière en club

### Carrière junior
Larouche commence sa carrière junior en jouant pour les Remparts de Québec lors de la saison 1972-1973 avant de rejoindre en cours de saison les Éperviers de Sorel toujours dans la Ligue de hockey junior majeur du Québec. Dès sa première saison, il marque les esprits en inscrivant 114 points pour le neuvième meilleur total de la saison, le quatrième de son équipe. Son équipe termine à la troisième place du classement. Après avoir passé le National de Laval au cours de la première ronde des séries éliminatoires 4 matchs à 1, les Éperviers perdent au deuxième tour contre les Royals de Cornwall, seconds de la saison régulière. Larouche est récompensé de sa bonne saison en recevant le trophée Michel-Bergeron de la recrue de la saison.
Au cours de sa deuxième saison, il est le joueur qui inscrit le plus de points avec 94 buts et 157 aides soit un total de 251 points. Il décroche alors un record pour le plus grand nombre de points au cours d'une saison dans la LHJMQ et il faut attendre Mario Lemieux et la saison 1983-1984 pour voir ce record tomber. Larouche détient toujours le record pour le nombre de passes décisives sur une saison. Les Éperviers terminent à la première place de leur division et même de toute la LHJMQ. Ils écrasent tour à tour les Draveurs de Trois-Rivières puis le Bleu-Blanc-Rouge de Montréal sans perdre un seul match en huit confrontations. Larouche et son équipe va tout de même perdre en finale de la Coupe du président, 4 matchs à 2 contre l'ancienne équipe de Larouche des Remparts. Larouche remporte à l'issue de la saison le trophée Jean-Béliveau pour son total de points et est également sélectionné dans la seconde équipe type de la saison de la LHJMQ,.

### Carrière professionnelle

#### Les débuts avec les Penguins
En 1974, il participe aux différents repêchages amateurs des deux grandes ligues majeurs d'Amérique du Nord : la Ligue nationale de hockey et l'Association mondiale de hockey. Il est le premier choix des Penguins de Pittsburgh, le huitième au total de la LNH derrière Greg Joly choisi en premier par les Capitals de Washington. Lors du repêchage de l'AMH, il est le trentième joueur choisi et il est le second choix des Aeros de Houston.
Il choisit de rejoindre les Penguins de la LNH plutôt que les Aeros de l'AMH. Il totalise le plus grand nombre de points pour une recrue à l'issue de la saison avec un total de 68 réalisations. Il ne remporte par pour autant le titre de meilleure recrue de la saison et le trophée Calder associé, l'honneur revenant à Eric Vail des Flames de Calgary.
Lors de la saison suivante, il est le premier joueur de l'histoire des Penguins à dépasser la barre symbolique des 100 points avec 111 réalisations 53 buts et 58 passes décisives, il finit meilleur pointeur de son équipe devant Jean Pronovost et cinquième pointeur de la LNH derrière Guy Lafleur et ses 125 points. Syl Apps est un autre joueur des Penguins finissant dans les dix meilleurs pointeurs de la saison, portant le nombre à trois joueurs de l'équipe dans les dix meilleurs pour une première pour la franchise. L'équipe se qualifie pour les séries mais perd lors de la ronde préliminaire contre les Maple Leafs de Toronto.
Lors de sa troisième saison professionnelle, il finit second pointeur de l'équipe derrière Pronovost avec seulement un point de différence entre les deux joueurs mais avec seulement 63 points soit presque la moitié par rapport à la saison précédente. Les Penguins se qualifient pour les séries mais ils perdent une nouvelle fois contre les Maple Leafs dès la ronde préliminaire. Cette élimination précoce permet à Larouche de jouer pour l'équipe du Canada lors du championnat du monde, pour le grand retour du Canada dans les compétitions internationales depuis 1970. Les huit équipes du groupe A jouent une seule phase de jeu avec un classement direct à l'issue des sept matchs joués. Avec une fiche de 4 victoires, 1 match nul et 2 défaites, les Canadiens finissent à la quatrième place du classement et Larouche inscrit 15 points lors du tournoi. Il est alors le septième meilleur pointeur du tournoi, le premier canadien.

#### Deux coupes Stanley avec les Canadiens
Il commence la saison 1977-1978 avec les Penguins mais le 29 novembre 1977, après une vingtaine de matchs au cours de la saison régulière, il rejoint les Canadiens de Montréal, double champion en titre, en retour de Peter Lee et de Pete Mahovlich. Au cours des 44 matchs qu'il joue dans la saison, il inscrit 49 points, le huitième pointeur de l'équipe cette saison,. L'équipe termine à la première place du classement général avec 16 points d'avance sur les Bruins de Boston, seconds au classement. Il ne joue que cinq matchs lors des séries mais reçoit tout de même sa première bague de champion de la Coupe Stanley. L'entraîneur de l'époque des Canadiens, Scotty Bowman, n'appréciant pas le peu d'intérêt de Larouche pour le jeu défensif, ce dernier ne joue pas beaucoup au cours de la saison suivante  - seulement 36 matchs - même si son équipe remporte une nouvelle fois la première place du classement général puis la Coupe Stanley.
Bernard Geoffrion commence la saison 1979-1980 à la place de Bowman mais quitte la franchise 30 matchs plus tard pour laisser sa place à Claude Ruel. Larouche retrouve alors du temps de jeu et en 73 matchs, il inscrit 50 buts, le plus haut total pour un centre chez les Canadiens. Il est le second pointeur de l'équipe derrière Guy Lafleur avec près de 30 points de différence entre les deux joueurs. L'équipe est cependant grandement diminuée par les départs à la retraite des vétérans Yvan Cournoyer, Ken Dryden et Jacques Lemaire et Montréal ne termine que troisième de la saison régulière. L'équipe perd en deuxième ronde contre les North Stars du Minnesota.

#### Fin de carrière
En 1983-1984, il atteint avec les Rangers de New York la marque de 50 buts en une saison, séries éliminatoires comprises, pour la troisième fois de sa carrière dans la LNH avec trois équipes différentes, ayant accompli l'exploit précédemment avec les Penguins de Pittsburgh et les Canadiens de Montréal.

## Statistiques

### Statistiques en club
| Saison     | Équipe                 | Ligue      |     | Saison régulière | Saison régulière | Saison régulière | Saison régulière | Saison régulière |    | Séries éliminatoires | Séries éliminatoires | Séries éliminatoires | Séries éliminatoires | Séries éliminatoires |
| Saison     | Équipe                 | Ligue      | PJ  | B                | A                | Pts              | Pun              | PJ               | B  | A                    | Pts                  | Pun                  |                      |                      |
| 1972-1973  | Remparts de Québec     | LHJMQ      | 20  | 6                | 7                | 13               | 20               |                  |    |                      |                      |                      |                      |                      |
| 1972-1973  | Éperviers de Sorel     | LHJMQ      | 63  | 52               | 62               | 114              | 44               |                  |    |                      |                      |                      |                      |                      |
| 1973-1974  | Éperviers de Sorel     | LHJMQ      | 67  | 94               | 157              | 251              | 53               |                  |    |                      |                      |                      |                      |                      |
| 1974-1975  | Penguins de Pittsburgh | LNH        | 79  | 31               | 37               | 68               | 52               | 9                | 2  | 5                    | 7                    | 2                    |                      |                      |
| 1975-1976  | Penguins de Pittsburgh | LNH        | 76  | 53               | 58               | 111              | 33               | 3                | 0  | 1                    | 1                    | 0                    |                      |                      |
| 1976-1977  | Penguins de Pittsburgh | LNH        | 65  | 29               | 34               | 63               | 14               | 3                | 0  | 3                    | 3                    | 0                    |                      |                      |
| 1977-1978  | Penguins de Pittsburgh | LNH        | 20  | 6                | 5                | 11               | 0                |                  |    |                      |                      |                      |                      |                      |
| 1977-1978  | Canadiens de Montréal  | LNH        | 44  | 17               | 32               | 49               | 11               | 5                | 2  | 1                    | 3                    | 4                    |                      |                      |
| 1978-1979  | Canadiens de Montréal  | LNH        | 36  | 9                | 13               | 22               | 4                | 6                | 1  | 3                    | 4                    | 0                    |                      |                      |
| 1979-1980  | Canadiens de Montréal  | LNH        | 73  | 50               | 41               | 91               | 16               | 9                | 1  | 7                    | 8                    | 2                    |                      |                      |
| 1980-1981  | Canadiens de Montréal  | LNH        | 61  | 25               | 28               | 53               | 28               | 2                | 0  | 2                    | 2                    | 0                    |                      |                      |
| 1981-1982  | Canadiens de Montréal  | LNH        | 22  | 9                | 12               | 21               | 0                |                  |    |                      |                      |                      |                      |                      |
| 1981-1982  | Whalers de Hartford    | LNH        | 45  | 25               | 25               | 50               | 12               |                  |    |                      |                      |                      |                      |                      |
| 1982-1983  | Whalers de Hartford    | LNH        | 38  | 18               | 22               | 40               | 8                |                  |    |                      |                      |                      |                      |                      |
| 1983-1984  | Rangers de New York    | LNH        | 77  | 48               | 33               | 81               | 22               | 5                | 3  | 1                    | 4                    | 2                    |                      |                      |
| 1984-1985  | Rangers de New York    | LNH        | 65  | 24               | 36               | 60               | 8                |                  |    |                      |                      |                      |                      |                      |
| 1985-1986  | Bears de Hershey       | LAH        | 32  | 22               | 17               | 39               | 16               |                  |    |                      |                      |                      |                      |                      |
| 1985-1986  | Rangers de New York    | LNH        | 28  | 20               | 7                | 27               | 4                | 16               | 8  | 9                    | 17                   | 2                    |                      |                      |
| 1986-1987  | Rangers de New York    | LNH        | 73  | 28               | 35               | 63               | 12               | 6                | 3  | 2                    | 5                    | 4                    |                      |                      |
| 1987-1988  | Rangers de New York    | LNH        | 10  | 3                | 9                | 12               | 13               |                  |    |                      |                      |                      |                      |                      |
| Totaux LNH | Totaux LNH             | Totaux LNH | 812 | 395              | 427              | 822              | 237              | 64               | 20 | 34                   | 54                   | 16                   |                      |                      |

### Statistiques en équipe nationale
Tout au long de sa carrière, Larouche n'a été sélectionné qu'une seule fois pour représenter son pays lors de compétitions internationales.
| Année | Équipe | Compétition          |    | PJ | B | A  | Pts | Pun             |  | Résultat |
| 1977  | Canada | Championnat du monde | 10 | 7  | 8 | 15 | 16  | Quatrième place |  |          |